# Fastlane (2019)
L’édition 2019 de Fastlane est un Premium Live Event de catch (lutte professionnelle) produit par la World Wrestling Entertainment, une fédération de catch américaine qui télédiffusée et visible en paiement à la séance sur le WWE Network, ainsi que gratuitement sur la chaîne de télévision française AB1. L'événement a eu lieu le 10 mars 2019 au Quicken Loans Area à Cleveland (Ohio). Il s'agit de la cinquième édition de Fastlane. 

## Contexte
Les spectacles de la World Wrestling Entertainment (WWE) sont constitués de matchs aux résultats prédéterminés par les scénaristes de la WWE. Ces rencontres sont justifiées par des storylines – une rivalité avec un catcheur, la plupart du temps – ou par des qualifications survenues dans les shows de la WWE telles que Raw, SmackDown et NXT. Tous les catcheurs possèdent une gimmick, c'est-à-dire qu'ils incarnent un personnage gentil (Face) ou méchant (Heel), qui évolue au fil des rencontres. Un événement comme Fastlane est donc un événement tournant pour les différentes storylines en cours,.

### The Shield contre Baron Corbin, Bobby Lashley et Drew McIntyre
Le 25 février à Raw, Roman Reigns fait son retour après 3 mois d'absence et annonce être en rémission de sa leucémie. Il est ensuite rejoint par Seth Rollins qui lui fait une accolade. La semaine suivante à Raw, le Samoan souhaite reformer le Shield pour la dernière fois. Seth Rollins refuse au départ, mais change d'avis. Plus tard dans la soirée, le trio se reforme, car malgré son indécence, Dean Ambrose vient finalement en aide à ses deux frères, attaqués par Baron Corbin, Bobby Lashley et Drew McIntyre.

### Becky Lynch contre Charlotte Flair
Le 27 janvier au Royal Rumble, Becky Lynch remporte le 30-Women Royal Rumble match en éliminant en dernière Charlotte Flair, mais est blessée au genou pendant le combat à cause d'une attaque vicieuse de Nia Jax. Le lendemain à Raw, elle choisit officiellement Ronda Rousey comme adversaire, mais à la surprise générale, Vince McMahon décide de la suspendre pour 60 jours et la remplacer par la catcheuse qu'elle a éliminé lors du PLE de la veille. Le 18 février à Elimination Chamber, après la conservation du titre féminin de Raw de Ronda Rousey sur Ruby Riott, confrontée par Charlotte Flair après le combat, elle les interrompt en les attaquant avec ses béquilles, mais est appréhendée par la sécurité. Le 4 mars à Raw, Stephanie McMahon met fin à la suspension de l'Irlandaise et annonce un match entre The Queen et cette dernière, où l'enjeu est si The Man gagne, elle sera dans le main-event 100% féminin de WrestleMania 35. Mais Ronda Rousey débarque, effectue un Heel Turn et attaque les deux catcheuses, car elle ne supporte plus d'être conspuée par le public qui encourage l'Irlandaise, alors qu'elle a travaillé dur pour gagner le respect des fans et du business.

## Tableau de matchs
| Ordre par numéros | Résultat | Stipulation(s) | Temps |
| --- | --- | --- | ----- |
| 1P | The New Day (Big E et Xavier Woods) battent Shinsuke Nakamura et Rusev (avec Lana)                           | Tag Team match | 13:20 |
| 2 | The Usos (Jimmy et Jey Uso) (c) battent The Miz et Shane McMahon                                             | Tag Team match pour les WWE SmackDown Tag Team Championship                                                           | 14:10 |
| 3 | Asuka (c) bat Mandy Rose (avec Sonya Deville)                                                                | Match simple pour le WWE SmackDown Women's Championship                                                               | 6:40  |
| 4 | The Bar (Cesaro et Sheamus) battent Kofi Kingston                                                            | 2-on-1 Handicap match                                                                                                 | 5:15  |
| 5 | The Revival (Dash Wilder et Scott Dawson) (c) battent Aleister Black et Ricochet, Bobby Roode et Chad Gable  | Triple Threat Tag Team match pour les WWE Raw Tag Team Championship                                                   | 10:50 |
| 6 | Samoa Joe (c) bat Andrade (avec Zelina Vega), Rey Mysterio et R-Truth (avec Carmella)                        | Fatal 4-Way match pour le WWE United States Championship                                                              | 10:51 |
| 7 | The Boss'n'Hug Connection (Bayley et Sasha Banks) (c) battent Nia Jax et Tamina                              | Tag Team match pour les WWE Women's Tag Team Championship                                                             | 7:05  |
| 8 | The New Daniel Bryan (c) (avec Erick Rowan) bat Kevin Owens et Mustafa Ali                                   | Triple Threat match pour le WWE Championship                                                                          | 18:45 |
| 9 | Becky Lynch bat Charlotte Flair par disqualification                                                         | Match simple Si Becky Lynch gagne, elle sera ajoutée au match pour le WWE Raw Women's Championship à WrestleMania 35. | 8:45  |
| 10 | The Shield (Roman Reigns, Dean Ambrose et Seth Rollins) battent Baron Corbin, Drew McIntyre et Bobby Lashley | 6-Man Tag Team match                                                                                                  | 24:50 |
| La lettre C placée entre parenthèses désigne la personne ou l’équipe championne en titre. P – indique que le match a eu lieu lors du pré-show | | |       |